# Dany Verlinden
Daniel Verlinden (Aarschot, 1963. augusztus 15. –) belga válogatott labdarúgókapus.
A belga válogatott tagjaként részt vett az 1994-es és az 1998-as világbajnokságon.

## Sikerei, díjai
Club Brugge
- Belga bajnok (5): 1989–90, 1991–92, 1995–96, 1997–98, 2002–03
- Belga kupa (3): 1990–91, 1994–95, 1995–96, 2001–02, 2003–04
- Belga szuperkupa (9): 1988, 1990, 1991, 1992, 1994, 1996, 1998, 2002, 2003